# Разорёнов, Глеб Константинович
Глеб Константинович Разорёнов (род. 10 ноября 1986 года, Красноярск) — российский игрок в мини-футбол, защитник.

## Биография
Родился 10 ноября 1986 года в Красноярске.
C семи лет начал заниматься футболом в СДЮШОР «Чертаново» под руководством Евгения Анатольевича Подкорытова, до 2003 года выступал за молодёжную команду. Параллельно с 1998 года тренировался в академии мини-футбольного клуба «Дина» у Виктора Валентиновича Зверева. С 2003 года начал выступать за дубль «Дины».
Дебютировал в Суперлиге в первом туре чемпионата России сезона 2005/2006.
В 2005—2006 годах выступал за молодёжную сборную России по мини-футболу.
Выступал в составе «Дины» до 2012 года, несколько лет был капитаном команды. В феврале 2012 года перешёл в «ЦСКА», а в августе перешёл в «КПРФ», где в сезоне 2015—2016 также был капитаном команды.
В 2016 году вернулся в МФК «Дина». Принимал участие в играх Кубка УЕФА сезона 2017—2018, в 6 играх забил 3 гола. По количеству игр за «Дину» занимает 6 место в списке игроков.
В начале 2018 года вернулся в МФК «КПРФ». В 2020 году вместе с клубом стал чемпионом России и бронзовым призёром Лиги чемпионов УЕФА (5 матчей, 1 гол).
Является рекордсменом МФК «КПРФ» по количеству игр в Суперлиге и Кубке России — 244 игры.
В июле 2021 года завершил игровую карьеру.

## Личная жизнь
В 2008 году окончил факультет экономики и права Московского государственного лингвистического университета.
Женат. Есть две дочери.

## Достижения
- Бронзовый призёр Лиги чемпионов УЕФА 2020
- Чемпион России 2020
- Двукратный серебряный призёр чемпионата России (2017, 2019)
- Обладатель Кубка России (2017)